# La Rencontre des pèlerins avec le pape Cyriaque
 (signalé en juin 2025).
Si vous disposez d'ouvrages ou d'articles de référence ou si vous connaissez des sites web de qualité traitant du thème abordé ici, merci de compléter l'article en donnant les références utiles à sa vérifiabilité et en les liant à la section « Notes et références ».
- Archive Wikiwix
- Bing
- Cairn
- DuckDuckGo
- E. Universalis
- Gallica
- Google
- G. Books
- G. News
- G. Scholar
- Persée
- Qwant
- (zh) Baidu
- (ru) Yandex
- (wd) trouver des œuvres sur Wikidata

La Rencontre des pèlerins avec le pape Cyriaque est un tableau de Vittore Carpaccio, réalisé en 1492 et conservé dans les Galeries de l'Académie de Venise. 
Il s'agit du troisième épisode peint pour La Légende de sainte Ursule, déjà à l'École de Sant'Orsola de Venise. Du point de vue du développement du récit, c'est le cinquième.
Selon la légende hagiographique, reprise par Carpaccio, la chrétienne Ursule, fille du roi de Bretagne, accepta d'épouser le jeune prince païen d'Angleterre, à condition qu'il se convertisse et parte avec elle en pèlerinage à Rome. La scène de la rencontre des pèlerins avec le pape Cyriaque montre l'arrivée des voyageurs dans la Ville éternelle, où ils rencontrent le pontife hors les murs. Le pape baptise immédiatement le prince avant de célébrer son mariage avec Ursule. 
Le peintre actualise l'épisode hagiographique dans une représentation du cérémonial vénitien. À gauche, les onze mille vierges qui accompagnent Ursule. Celles qui sont déjà arrivées devant le pape sont à genoux. Non loin d'eux apparaît la suite du prince, composée de dignitaires âgés et surtout de jeunes écuyers, portant presque tous les insignes royaux. Au premier plan central, Ursule et le prince sont agenouillés devant le pontife, suivis par deux des vierges qui, agissant comme servantes, tiennent les couronnes du couple, retirées en signe de respect et de révérence.
Sur la droite se trouve la ville de Rome, avec la masse imposante du château Saint-Ange. Une longue rangée de personnages sort des murs : ce sont les prélats et les évêques, dont les mitres pointues, surtout dans le groupe précédant Cyriaque, près des valets du prince, forment un jeu linéaire complexe qui dirige le regard du spectateur vers le point focal central du tableau, l'abri papal suspendu au-dessus du pontife. La définition des ombres est précise, toutes vers la gauche, indiquant l'heure de l'après-midi de l'événement historique. En bas au centre, sur une malle, se trouve un parchemin avec la signature de l'artiste, dont la date est illisible.